# Velika polipovka
Velika polipovka (Clathrus archeri) vrsta je saprofitne gljive iz roda Clathrus svojstvena oblika nalik na hobotnicu. Rijetka je i u Hrvatskoj zakonom zaštićena vrsta gljive. Nejestiva je zbog iznimno neugodna mirisa sličnoga trulomu mesu.

## Opis
Mlado plodno tijelo velike polipovke zatvoreno je u sivobijelu kuglastu ovojnicu sličnu jajetu, iz čijega vrha izrastaju dijelovi plodišta nalik na krakove polipa koji su s vanjske strane ružičasti, a s unutarnje strane jarkocrveni. Ima ih od 4 do 7 i prekriveni su maslinastim glebama u kojima se nalaze spore. Susjedni su krakovi isprva uspravni i spojeni na vrhu, ali se poslije razdvoje dajući gljivi izgled zvjezdače ili hobotnice.
Ružičasta i crvena boja i neugodan miris podsjećaju na trulo meso te time privlače muhe i druge kukce koji nesvjesno pomažu pri raznošenju spora.
Slično joj je vještičino srce (Clathrus ruber) koje je crveno ili narančasto i ima oblik mrežastoga pletera sa širokim višekutnim rupama.

## Stanište
Velika polipovka potječe iz Australije, a u Europu je prenesena za vrijeme Prvoga svjetskog rata. Česta je na području Francuske (gdje je prvi put opažena već 1914. godine), Njemačke, Švicarske, Austrije, Češke i Poljske, dok je u Hrvatskoj, Sloveniji i Bosni i Hercegovini mnogo rjeđa.
Najčešće raste ljeti (od srpnja do rujna) u vlažnim sjenovitim livadama i bjelogoričnim šumama.

## Upotrebljivost
Ova gljiva nije jestiva zbog neugodna mirisa po trulome mesu i pokvarenim jajima.

## Sinonimi
- Anthurus archeri (Berk.) E. Fisch. 1886
- Anthurus sepioides McAlpine 1903
- Aseroë rubra
- Aserophallus archeri (Berk.) Kuntze 1891
- Clathrus archeri var. archeri (Berk.) Dring 1980
- Lysurus archeri Berk. 1859
- Pseudocolus archeri (Berk.) Lloyd 1913
- Schizmaturus archeri (Berk.) Locq. 1977